# Казабьянка (Q183)
Подводная лодка «Казабьянка» (Q183) (фр. Casabianca) — французская подводная лодка типа «Редутабль» («Грозный»), названная в честь Люка Жюльена Жозефа Казабьянки. Известна своим побегом из Тулона в ноябре 1942 года, когда немецкие войска пытались захватить французский флот в Тулонской гавани в рамках операции «Антон». «Казабьянка» с экипажем ушла в Северную Африку и сражалась на стороне союзников. «Казабьянка» стала единственным кораблём ВМФ Франции, получившим Орден Почётного легиона и французский Военный крест.